# St. Johanner Badesee
Der St. Johanner Badesee ist ein kleiner See zwischen den zur Marktgemeinde Feistritz im Rosental gehörenden Ortschaften St. Johann im Rosental und Weizelsdorf. Das zu- und abflusslose Gewässer wird vom Land Kärnten (Stand 2021) als oligotroph eingestuft.

## Lage und Nutzung
Der See liegt im Rosental, einem Abschnitt des Tales der Drau. Geologisch ist das Areal durch eiszeitliche Ablagerungen geprägt. Diese sind großflächig durch Schotter überdeckt, welcher durch Bäche von den Karawanken ins Tal geschwemmt wird. Zwischen 1980 und 1991 wurde dieser Schotter gefördert, infolgedessen entstand ein Baggersee. 1989 eröffnete die Gemeinde Feistritz am flachen Südufer ein Bad. Die übrigen Böschungen des Sees sind relativ steil, folglich gibt es nur eine schmale Flachwasserzone. Der See wird nur durch Grundwasser gespeist, welches sich wegen des leicht wasserdurchlässigen Bodens mit Schotter- und Sandablagerungen schnell erneuert. Trotz der intensiven Freizeitnutzung und der starken landwirtschaftlichen Aktivität in der Umgebung ist der Nährstoffgehalt des Seewassers daher gering.

## Fischbestand
Der St. Johanner Badesee wird von einem lokalen Fischereiverein genutzt. Neben Edelkrebsen bietet er den folgenden 14 Fischarten, unter denen der Sonnenbarsch dominant ist, Lebensraum:
- Seeforelle (Salmo trutta)
- Aitel (Leuciscus cephalus)
- Karpfen (Cyprinus carpio)
- Laube (Alburnus alburnus)
- Rotauge (Rutilus rutilus)
- Rotfeder (Scardinius erythrophthalmus)
- Schleie (Tinca tinca)
- Zander (Sander lucioperca)
- Sonnenbarsch (Lepomis gibbosus)
- Bachsaibling (Salvelinus fontinalis)
- Regenbogenforelle (Oncorhynchus mykiss)
- Elritze (Phoxinus phoxinus)
- Gründling (Gobio gobio)
- Giebel (Carassius gibelio)